# باشگاه ورزشی گنچلربیرلیغی
باشگاه ورزشی گنچلربیرلیغی (به ترکی استانبولی: Gençlerbirliği Spor Kulübü) باشگاه فوتبال ترکیه‌ای است که در سال ۱۹۲۳ در آنکارا تأسیس شده‌است و هم‌اکنون در سوپر لیگ فوتبال ترکیه بازی می‌کند. ورزشگاه ۱۹ مه آنکارا محل انجام بازی‌های خانگی این تیم می‌باشد. مهم‌ترین عناوین کسب شده توسط گنچلربیرلیغی اسپور مربوط به جام حذفی فوتبال ترکیه می‌باشد که طی سال‌های ۱۹۸۷، ۲۰۰۱ به قهرمانی و سال‌های ۲۰۰۳، ۲۰۰۴، ۲۰۰۸ به نائب‌قهرمانی در این جام رسیده‌است.

## افتخارات

### جام ملی
- جام حذفی فوتبال ترکیه
  - قهرمانی (۲): ۸۷–۱۹۸۶، ۰۱–۲۰۰۰
  - نایب قهرمان (۳): ۰۳–۲۰۰۲، ۰۴–۲۰۰۳، ۰۹–۲۰۰۷

## مشارکت در جام‌های اروپایی

### جام برندگان جام اروپا
| فصل     | دور  | باشگاه       | خانه | خارج از خانه | مجموع |
| ------- | ---- | ------------ | ---- | ------------ | ----- |
| ۹۹–۱۹۸۷ | نخست | دینامو مینسک | ۱–۲  | ۰–۲          | ۱–۴   |

### جام یوفا / لیگ اروپا
| فصل     | دور         | باشگاه       | خانه | خارج از خانه       | مجموع                     |
| ------- | ----------- | ------------ | ---- | ------------------ | ------------------------- |
| ۰۲–۲۰۰۱ | نخست        | Halmstad     | ۱–۱  | ۰–۱                | ۱–۲                       |
| ۰۴–۲۰۰۳ | نخست        | بلکبرن روورز | ۳–۱  | ۱–۱                | ۴–۲                       |
| ۰۴–۲۰۰۳ | دوم         | اسپورتینگ    | ۱–۱  | ۳–۰                | ۴–۱                       |
| ۰۴–۲۰۰۳ | سوم         | پارما        | ۳–۰  | ۱–۰                | ۴–۰                       |
| ۰۴–۲۰۰۳ | چهارم       | والنسیا      | ۱–۰  | ۰–۲ (در وقت اضافه) | ۱–۲                       |
| ۰۵–۲۰۰۴ | دوم مقذماتی | رییکا        | ۱–۰  | ۱–۲                | ۲–۲ (گل زده در خانه حریف) |
| ۰۵–۲۰۰۴ | نخست        | Egaleo       | ۱–۱  | ۰–۱                | ۱–۲ (گل زده در خانه حریف) |

### جام اینترتوتو
| فصل  | دور   | باشگاه             | خانه | خارج از خانه | مجموع |
| ---- | ----- | ------------------ | ---- | ------------ | ----- |
| ۱۹۹۵ | گروهی | Hapoel Petah Tikva | ۴–۰  | —            | سوم   |
| ۱۹۹۵ | گروهی | استراسبورگ         | —    | ۱–۴          | سوم   |
| ۱۹۹۵ | گروهی | Floriana           | ۳–۰  | —            | سوم   |
| ۱۹۹۵ | گروهی | Tirol Innsbruck    | —    | ۲–۳          | سوم   |